# Сначала заплати себе

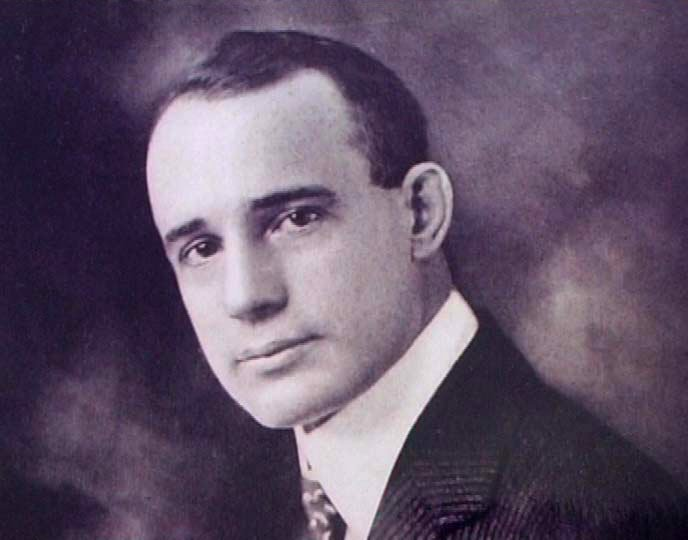
Наполеон Хилл

Сначала заплати себе (англ. Pay yourself first) ― финансовый принцип, впервые сформулированный в книге Джорджа Клейсона «Самый богатый человек в Вавилоне», затем активно популяризованный американским писателем Наполеоном Хиллом в его книге «Думай и богатей», согласно которому в первую очередь личные доходы следует откладывать на будущее ― то есть платить самому себе.

## Описание
Различные популяризаторы данной концепции проводят различие между понятиями «тратить деньги на себя» и «сначала заплати себе». Если в первом случае мы имеем дело с повседневными бытовыми тратами на еду, транспорт и развлечения, то во втором случае речь идёт о необходимости формирования собственных сбережений. Утверждается, что сбережению для достижения долгосрочных финансовых целей всегда следует отдавать приоритет, и уже только после того, как часть доходов отложена, можно приступать к тому, чтобы платить кому-то другому.
Принцип идеи «Pay yourself first» вырабатывает определённое отношение к сбережениям, устанавливая его в качестве приоритета, и, по мнению сторонников концепции, является мощным стимулом для расширения финансовых возможностей. Создавая денежный запас, человек может получить определённую финансовую свободу и использовать его в ситуации, когда ему срочно понадобится какая-то крупная сумма, например для покупки дома, прибавки к пенсии и т. д.

## Критика
Несмотря на свою большую известность, сравнительно небольшой процент людей придерживается данной стратегии: так, в середине 2010-х годов только 23 % опрошенных в США имели достаточно сбережений, чтобы покрыть свои обычные расходы общей суммой на шесть месяцев жизни, а у 26 % не было никаких сбережений на экстренный случай вообще. Концепция критикуется и в кругах представителей малого бизнеса: предприниматели очень часто получают слишком малую выручку, чтобы откладывать сбережения, и львиную часть доходов им приходится тратить на расширение своего предприятия, чтобы предотвратить его стагнацию и упадок.
Предприниматель, педагог и инвестор, также известный как автор бестселлера «Богатый папа, бедный папа» (англ. Rich Dad, Poor Dad) Роберт Кийосаки считает, что люди, использующие принцип «Pay yourself first», никогда не добьются успеха в финансовом отношении. Он призывает тратить деньги правильным образом, вкладывая сбережения в ликвидные активы, такие как наличные деньги, золото и серебро, которые также можно использовать в чрезвычайной ситуации, но они не только лежат на сберегательном счёте, но и приносят ежемесячный пассивный доход.
Эндрю Хендерсон (англ. Andrew Henderson), основатель компании налогового и иммиграционного консалтинга Nomad Capitalist и сети сертифицированных бухгалтеров (CPA), призывает к предпринимательству по всему миру, диверсификации рисков и минимизации налогов, для чего, по утверждению автора идеи, не требуется такое понятие, как гражданство.